# 조지 스틸
조지 스틸(George Steele, 1937년 4월 16일 ~ 2017년 2월 16일)은 미국의 전 프로레슬링선수다. 1962년에 프로레슬링 입문을 해서 1989년에 은퇴했다. 키는 185cm 몸무게는 131kg에다 피니쉬는 점핑 스플래쉬, 엘리베이티드 해머락으로 사용을 한다. 본명은 윌리엄 제임스 마이어스(William James Myers)다.